# Lu Bin (Leichtathlet)
Lu Bin (chinesisch 陆斌; * 9. Mai 1987 in Suzhou) ist ein ehemaliger chinesischer Sprinter, der sich vor allem auf den 100-Meter-Lauf spezialisiert hat.

## Sportliche Laufbahn
Erste internationale Erfahrungen sammelte Lu Bin im Jahr 2008, als er mit der chinesischen 4-mal-100-Meter-Staffel an den Olympischen Spielen in Peking teilnahm und dort das Finale erreichte und dort nach einem Wechselfehler disqualifiziert wurde. 2010 startete er im 60-Meter-Lauf bei den Hallenasienmeisterschaften in Teheran, schied dort aber mit 6,87 s in der Vorrunde aus. Ende November nahm er im Staffelbewerb an den Asienspielen im heimischen Guangzhou teil und siegte dort in 38,78 s gemeinsam mit Liang Jiahong, Su Bingtian und Lao Yi und stellte damit einen neuen Spielerekord auf. 2013 bestritt er bei den Chinesischen Nationalspielen in Shenyang seinen letzten offiziellen Wettkampf und beendete daraufhin seine aktive sportliche Karriere im Alter von 26 Jahren.

## Persönliche Bestzeiten
- 100 Meter: 10,25 s (−0,4 m/s), 22. Oktober 2009 in Jinan
  - 60 Meter (Halle): 6,68 s, 14. Februar 2009 in Nanjing
- 200 Meter: 21,16 s (−1,3 m/s), 7. Juli 2007 in Wuhan
  - 200 Meter (Halle): 21,61 s 15. Februar 2009 in Nanjing